# EGEE
EGEE - sigla inglesa de Enabling Grids for E-sciencE - é um projecto para reunir especialistas de mais de 50 países com o objectivo comum de ampliar os recentes avanços na tecnologia da computação em grelha e desenvolver um serviço de infra-estruturas relacionadas com a grelha que é acessível aos cientistas 24 horas por dia . 
O projecto fornece pesquisa nos campos académicos e do comércio com acesso a um nível de produção da infra-estruturas da grade, independentemente da sua localização geográfica e o mesmo tempo tenta atrair toda uma gama de nove utilizadores para a grade. 
O foco principal da EGEE é  :
- alargar a EGEE a um maior número de possíveis interessados dando apoio e aumentando os recursos de computação e de dados.
- preparar a migração da produção europeia da grade de um modelo de projecto base a uma infra-estrutura sustentável baseada em iniciativas de grelhas nacionais para uso multi-disciplinar.

O EGEE já terminou a sua acção e a política que prevalecia está a cargo da Europpean Grid Infrastrucute.